# Nakajima Ki-43
Pour les articles homonymes, voir Hayabusa.
 (mai 2018).
Si vous disposez d'ouvrages ou d'articles de référence ou si vous connaissez des sites web de qualité traitant du thème abordé ici, merci de compléter l'article en donnant les références utiles à sa vérifiabilité et en les liant à la section « Notes et références ».
Le Ki-43 Hayabusa ou chasseur type 1 (一式戦闘機 (isshiki sentō ki)), surnommé Oscar selon le système de désignation allié, était un chasseur du Service aérien de l'Armée impériale japonaise, durant la Seconde Guerre mondiale cousin du célèbre Zéro de la marine. Il fut conçu à la même période selon la même philosophie et utilisait les mêmes équipements : moteur, armes, etc.
Le Ki-43 était un appareil bien né, créé en tenant compte des enseignements de l’incident de Nomonhan, courte guerre avec l'Union soviétique en 1939. Le Ki-43 succéda donc au Ki-27 au train d'atterrissage fixe.
Il était ainsi équipé de réservoirs obturants (en toile sur le modèle I, en caoutchouc à partir du modèle II) et d'un train rentrant. La philosophie était de favoriser à tout prix la maniabilité au détriment de la protection du pilote. La structure était légère mais facilement inflammable malgré les réservoirs auto-obturants. Il était prévu dès le départ que l'armement soit de deux mitrailleuses Ho-103 de 12,7 mm mais des retards dans la fabrication de cette arme firent que différentes versions reçurent une 7.7 en lieu et place d'une 12.7 (Ki-43 Ib)
Des 975 ch initiaux, 1 150 ch furent atteints par la suite, mais les performances augmentèrent moins vite que celle des appareils ennemis. L’extraordinaire maniabilité ne suffit plus, et, dans son rôle défensif, le Ki-43 devint la proie. Reste que cet appareil était une arme redoutable quand il était conduit par des pilotes aguerris. Mais ces hommes commencèrent à manquer dès 1943 et ce furent des novices que l’on envoya au combat à partir de 1944 selon les fronts. Il fut enfin employé comme appareil d'attaque spéciale — kamikaze — à la fin du conflit.
Comme son cousin le Zéro avec lequel il sera souvent confondu, le Ki-43 fut fabriqué jusqu’au bout de la guerre alors qu’il était totalement dépassé, du fait du conservatisme des cadres de l'armée, toujours convaincus que la guerre serait courte.
Il y eut de nombreuses versions de ce chasseur léger et maniable. Le Nakajima Ki-43 Hayabusa est, à sa sortie, un appareil moderne, mais il a le même point faible que les autres chasseurs japonais des premières années de la Seconde Guerre : l'absence de blindage.

## Historique
Le projet initial de l’armée demandait en décembre 1937 un chasseur capable d’atteindre 500 km/h, capable d’atteindre une altitude de 5 000 m en cinq minutes, un rayon d’action de 800 km et un armement de deux mitrailleuses de 7,7 mm. En outre, la maniabilité devait être au moins aussi bonne que celle du Ki-27 (une référence en la matière).
Nakajima fit voler un an plus tard le premier prototype. L’appareil fut rapidement mis au point par les ingénieurs de l'entreprise dont Hideo Itokawa et les performances avec le moteur Ha-25 de 14 cylindres en double étoile de 925ch et une hélice bipale à calage fixe atteignirent les objectifs, mais les pilotes d’essai de l’armée n'étaient pas satisfaits de la maniabilité. Ils estimaient que le train rentrant était un luxe inutile et que son surpoids limitait les performances en combat.
À noter que le moteur Ha-25 était le frère jumeau du NK1C Sakae 12 que la Marine utilisait sur le Zéro.
Ce moteur fut renommé [Ha-35] 12 dans la désignation unifiée inter-armes de la fin du conflit.
Cependant, l'armée, confiante dans le programme, appuya le développement et des prototypes reçurent un armement de deux mitrailleuses de capot de 12,7 mm ainsi que le moteur Ha-105 de 1 150 ch : la version à compresseur à deux étages du Ha-25 – soit [Ha-35] 21 – ainsi qu’un cockpit semblable aux exemplaires de production. Des volets de combat furent installés sur des ailes de plus grande surface. Les performances en maniabilité étaient enfin jugées bonnes par les pilotes d’essai.

### Le Ki-43-I
L'armée jugea le prototype bon pour le service et ordonna la production sous le nom de « Chasseur de l’armée Type 1, modèle 1a » (soit Ki-43-Ia) et 一式戦闘機. Le moteur était le Type 99 en étoile de 950 ch, version de série du Ha-25 taré à 980 ch au décollage. L’hélice fut rapidement remplacée par un modèle à deux pas.
Les 59e et 64e Sentai (escadres du Service aérien de l'Armée impériale japonaise) furent envoyées en Chine pour essais en conditions réelles.
La version -Ib apparut rapidement avec une des mitrailleuses Type 89 de capot remplacée par une mitrailleuse Type 1 (Ho-103) de 12,7 mm.
La version -Ic avait deux mitrailleuses de 12,7 mm.
Le Ki-43 devint rapidement la terreur des P-40 et des P-39 du fait de sa maniabilité stupéfiante et du très bon niveau des pilotes de l'armée au début de la guerre. Plus léger et moins cher que l’A6M2 de la Marine, le Ki-43 se comportait bien au combat malgré son armement léger et sa structure fragile.
Le Ki-43 fut codé Oscar dans le Pacifique et Jim en Chine avant que les services de renseignement US comprennent qu’il s’agissait du même avion. Seule la dénomination Oscar survivra. Les Japonais l'appelaient Hayabusa : 隼 « faucon pèlerin ».

### Le Ki-43-II

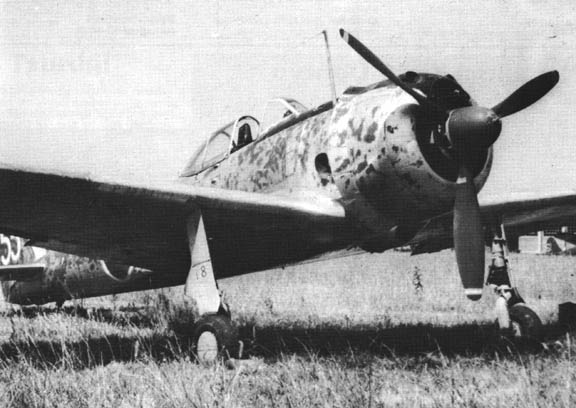
Un Ki-43-II.

En novembre 1942 apparut le Ki-43-II. C’était un Ki-43-I équipé du moteur de 1 150 ch Type 1, plus connu sous le nom de Ha-115 et d’une hélice tripale à vitesse constante. Comme pour le Zéro avec le passage au même moteur sur l’A6M3, la casserole d'hélice et surtout le capotage moteur furent redessinés car l’entrée d’air du compresseur était au-dessus du moteur et non plus au-dessous. De plus, le deuxième étage du compresseur était plus long. Les ailes furent légèrement redessinées avec moins d’envergure. Une protection sommaire du pilote (plaque dorsale d’acier + appui-tête blindé) et des réservoirs doublés furent installés. Des modifications mineures apparurent avec la version -IIb : radiateur d’huile, écope de carburateur modifiés, déplacement des attaches de réservoirs et de supports de bombes à l’extérieur du train.
L’armement restait le même que la version -Ic.

### Le Ki-43-II KAI
La version suivante fut le Ki-43-II-KAI (Kaizo : 改 signifiant « modifié »), elle utilisait des pipes d’échappement propulsives pour améliorer légèrement la vitesse. Des modifications invisibles au niveau de l’assemblage furent appliquées.

### Le Ki-43-III
Il fallait encore augmenter les performances du Ki-43-II. Aussi, le moteur Nakajima Ha-115-II taré à 1 190 ch au décollage et 1 230 ch à 2 800 m fut installé. La vitesse maximale passa de 530 à 576 km/h.
Cette version, le Ki-43-IIIa fut produite entre mai 1944 et août 1945 par Tachikawa. Malgré ces améliorations, elle était alors complètement dépassée par les appareils alliés comme par les nouveaux avions Japonais (Ki-61, Ki-84, Ki-100).

### Le Ki-43 au combat
Le Ki-43 étant présent sur tous les fronts du premier au dernier jour de la guerre, ses résultats au combat dépendaient de l'intensité et de la qualité des pilotes et des matériels opposés par ses adversaires et variaient selon les théâtres d'opération et de la période des engagements. 
Ainsi, il eut un certain avantage sur les forces alliées en Birmanie avec plus d'une victoire pour chaque perte grâce au 50 et 64e Sentai, le 64e à lui seul obtint sur l'ensemble de la guerre environ 300 victoires pour 200 pertes.
En Chine, avec le 25e Sentai de Toshio Sakagawa, les pertes étaient de un pour un contre les escadrilles de l'USAAF qui remplacèrent l'AVG. Sur ce front, les pilotes japonais sont connus pour enlever l'appui-tête blindé dans le cockpit pour mieux voir et … alléger l'appareil. 
En Nouvelle-Guinée avec le 59e Sentai de Shigeo Nango notamment, le ratio en victoires/pertes semble avoir été également de un pour un en combat malgré une infériorité numérique pour les Japonais particulièrement marquée, la majorité des Ki-43 détruits sur ce front l'étant au sol à tel point que de nombreuses unités furent dissoutes sur place comme le 77e Sentai. 
Cette supériorité numérique américaine se retrouve ensuite aux Philippines, où la majorité des escadrilles japonaises équipées de Ki-43 étaient constituées de pilotes fraîchement formés, tout juste arrivés du Japon, et dont les effectifs furent décimés en quelques jours. L'as américain no 2, Thomas McGuire, trouve la mort sur ce front du fait d'un Ki-43 isolé qu'il attaquait avec trois ailiers.
Dans la défense du Japon, l'appareil se révélera inapte à intercepter les B-29 et sera dans le même temps massivement utilisé par les kamikazes de l'armée vers Okinawa.
Aussi, bien que des historiens aient décrété que cet appareil fût inférieur au Zéro de la Marine, il semble bien qu'il ait eu plus de succès au combat que ce dernier (Ki-43 Oscar aces of WWII, Osprey). Le Ki-43 n'avait clairement pas la puissance de feu du Zéro mais un minimum de protection qui pourrait expliquer que ses pilotes survécurent mieux que leurs homologues en Zéro, les Ki-43 se battirent en outre en partie sur des fronts dit « secondaires » pour les alliés, l'effort principal étant porté dans le Pacifique par les Américains, zone quasi-exclusive de la Marine. Ils eurent ainsi une fréquence de combat moins importante que les marins en Zéro, ce qui se traduit par des palmarès moins importants pour les as de l'armée en comparaison de ceux de la Marine.
Reste que Neel Kearby (22v) et Thomas Lynch (20v), deux pilotes parmi les meilleurs as de l'USAAF ont été abattus par des Ki-43.
Très paradoxalement, le Ki-43 ne semble guère connu aujourd'hui, y compris au Japon, alors qu'il était l'avion le plus connu auprès des Japonais durant le conflit. Des chansons tels que Hayabusa Sento-Tai étaient très populaires auprès de la population japonaise. Le Zéro était au même moment pour ainsi dire inconnu, car resté relativement secret, mais les Américains ayant voué une grande admiration au Zéro au début du conflit, c'est ce chasseur qui fut considéré comme le chasseur japonais no 1 pour les Occidentaux, et par extension, par les Japonais a posteriori. 
Le Ki-43 fut par ailleurs souvent confondu avec le Zéro, tout appareil japonais monomoteur étant un Zéro pour les pilotes alliés au début du conflit. Il en résulte encore aujourd'hui une certaine ignorance et un étonnement quant aux réservoirs auto-obturants et au blindage (pour le modèle II) présents sur ce chasseur. Il était tout simplement le premier chasseur nippon à recevoir ces équipements.
Les deux mitrailleuses HO-103 de 12,7 mm qui équipent la plupart des appareils forment un armement relativement modeste, bien que la version IJA fût dotée de deux canons de 20 mm, tirant des obus explosifs.

### Projets
Pour améliorer les performances, la société Tachikawa qui construisait déjà le Ki-43-II et le –IIIa décida d’adapter le moteur Mitsubishi Ha-112 ou [Ha-33] 42 (ou encore Kinsei 42 pour la Marine) 14 cylindres en double étoile de 1 300 ch au décollage. L’armement de cette variante subit enfin une évolution notable puisqu’il passait à deux canons Ho-5 de 20 mm.
Seulement deux prototypes furent construits pendant l’été 1945.

## Couleurs
De nombreux types de camouflage furent appliqués aux Ki-43 comme aux autres avions de l'armée. Les premiers exemplaires couleur aluminium furent ensuite mouchetés de taches vertes. Sur certains avions, le dessus se trouvait uniformément vert et le dessous soit aluminium poli, soit gris clair. Des bandes jaunes d’identification sur les bords d’attaque apparurent au début de la guerre.
Des insignes d’unités souvent très voyants étaient appliqués sur le fuselage et sur la dérive. Le Ki-43 est sans doute l’appareil le plus décoré de cette période.
Il a existé un camouflage à tons marron peu répandu, utilisé en Chine.

## Production
Il fut produit à environ 6 000 exemplaires, tout au long de la Seconde Guerre mondiale et a équipé jusqu'à trente sentais et douze chutais.
- Production des Ki-43-I : 716 exemplaires

- Production des Ki-43-II et Ki-43-IIKAI : environ 5 000 exemplaires

- Production du Ki-43-IIIa : quelques centaines d’exemplaires. Le chiffre exact est inconnu car Tachikawa n’a pas détaillé sa production de Ki-43-II et III.

## Utilisateurs
Japon

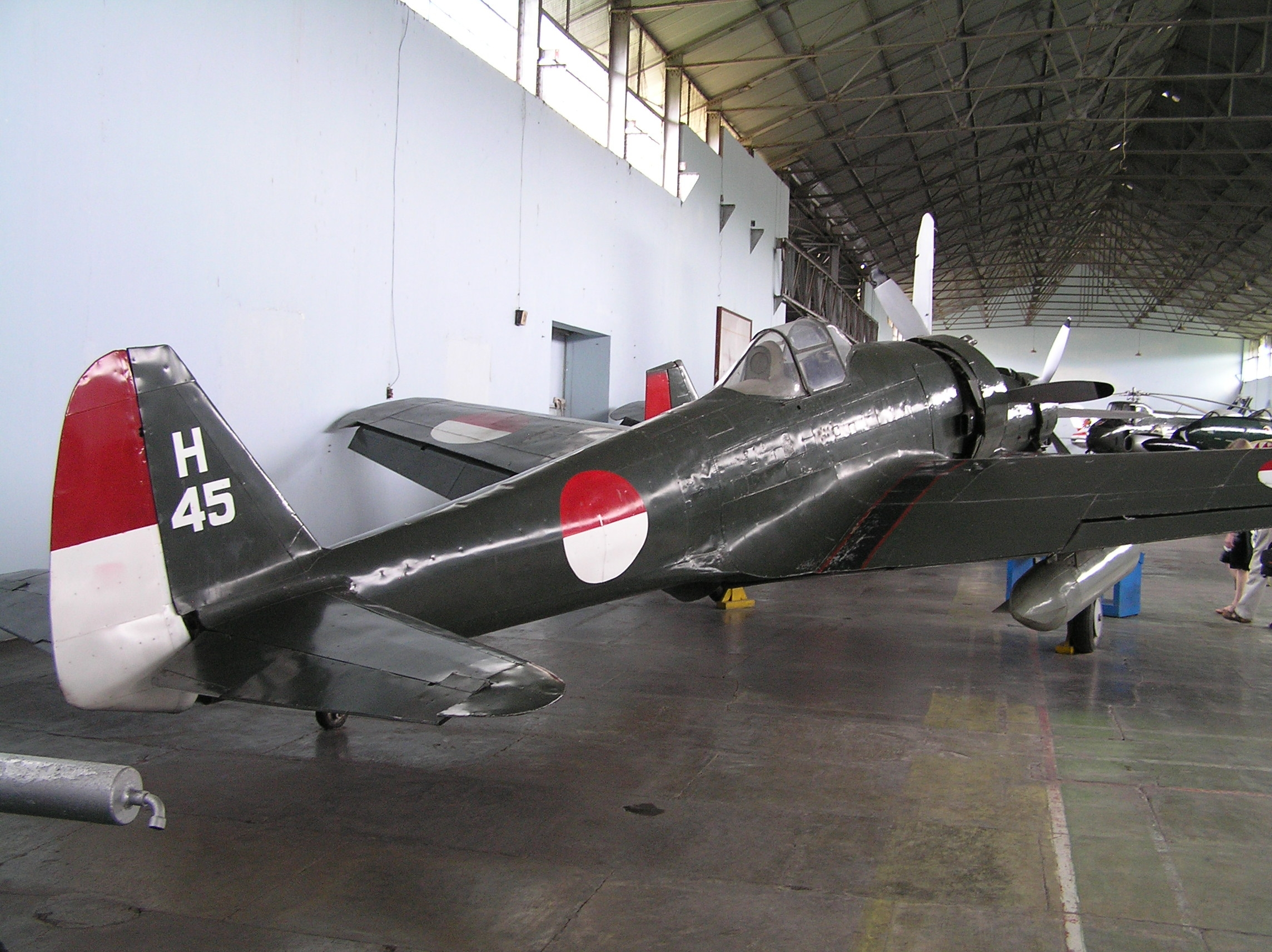
Un Ki-43 capturé et utilisé par les Indonésiens.

- Service aérien de l'Armée impériale japonaise
- Il fut aussi fourni aux gouvernements pro-japonais du Siam, du Manzhouguo et de Wang Jingwei.

 France
- Armée de l'air

Dix-sept exemplaires capturés en Indochine française furent utilisés par les Groupes de Chasse (GC) I/7 Provence et 2/7 Nice entre décembre 1945 et février 1946 dans leur lutte contre le Việt Minh,.
- Indonésie (guerre de décolonisation contre les Pays-Bas)

## Variantes
- Ki-43 : prototypes, moteur Nakajima Ha-25 de 950 ch, 2 mitrailleuses Type 89 de 7,7 mm.
- Ki-43 : présérie.
- Ki-43 Ia : Hayabusa, chasseur de type 1 de l'armée.
- Ki-43 Ib : armé d'une mitrailleuse Ho-103 de 12,7 mm et une Type 89 de 7,7 mm.
- Ki-43 Ic : armé de deux mitrailleuses Ho-103 de 12,7 mm.
- Ki-43 II : prototypes, moteur Ha-115 de 1 150 ch, hélice tripale.
- Ki-43 IIa : emport possible de 500 kg de bombes.
- Ki-43 IIb : modifications mineures, ajout d'une radio.
- Ki-43 II KAI : structure modifiée.
- Ki-43 III : prototypes avec un moteur Ha-115-II de 1 230 ch à 2 800 m.
- Ki-43 IIIa : série avec un moteur Ha-115-II.
- Ki-43 IIIb : moteur Mitsubishi [Ha-33] 42 (ou Ha-112) de 1 300 ch, armé de deux canons Ho-5 de 20 mm.

## Aéronefs comparables
- Bloch MB.152
- Curtiss P-36
- Curtiss-Wright CW-21
- Fiat G.50
- Focke-Wulf Fw 190
- Hawker Hurricane
- IAR-80
- Macchi MC.200
- Messerschmitt Bf 109
- Mitsubishi A6M Zero
- Reggiane Re.2000
- Rogožarski IK-3
- Seversky P-35